# Estação Hortaleza
Hortaleza é uma estação da Linha 4 do Metro de Madrid . 

## História
A estação entrou em operação em 11 de abril de 2007.